# Svjetsko prvenstvo u rukometu – Čehoslovačka 1964.
Svjetsko prvenstvo u rukometu 1964. održano je u Čehoslovačkoj od 6. do 15. ožujka. Svjetskim prvacima postali su Rumunji koji su u finalu savladali izabranu vrstu Švedske. Gradovi domaćini bili su: Prag, Gottwaldov (Zlín), Pardubice, Bratislava i Uherské Hradiště.

## Sudionici
Sastavi sudionika.
- ČSSR

| - František Arnošt - Ladislav Beneš - František Brůna - Zdeněk Černý - Jiří Djakov - Václav Duda | - Antonín Frolo - Rudolf Havlík - František Herman - Vojtěch Mareš - Zdeněk Rada | - Jaroslav Rážek - Vladimír Seruga - Josef Trojan - Jiří Vícha - Jan Vitoslavský |

Trener: Jaroslav Mráz, Bedřich König
- Danska
- DR Njemačka

| - Reiner Frieske - Hans Beier - Jimmy Prüsse - Klaus-Dieter Matz - Rudi Hirsch - Klaus Petzold | - Waldemar Pappusch - Klaus Müller - Klaus Hebler - Reiner Leonhardt - Erwin Kaldarasch | - Paul Tiedemann - Klaus Langhoff - Otto Hölke - Horst Pahlitzsch - Harry Zörnack |

Trener: Heinz Seiler
- Jugoslavija

Josip Milković, Zlatko Žagmešter, Lujo Györy
- Mađarska

Andreas Fenyő
- Rumunjska

| - Ioan Bogolea - Mihai (Michael) Redl - Virgil Talle - Aurel Bulgaru - Mircea Costache I | - Mircea Costache II - Gheorghe Gruia - Virgil Hnat - Petre Ivănescu - Josif (Josef) Jakob | - Ioan (Hans) Moser - Cezar Nica - Olimpiu Nodea - Cornel Oţelea - Ioan Popescu |

Trener: Ioan Kunst Ghermănescu, Nicolae Nedef, Virgil Trofin
- SR Njemačka

| - Rudolf Delfs - Wolf-Dieter Rösner - Fritz Bahrdt - Werner Bartels - Hermann Graf - Wolfgang Struck | - Gerhard Grill - Herbert Hönnige - Erich Kolb - Klaus Lange - Herbert Lübking | - Bernd Lukas - Bernd Mühleisen - Fritz Schillmann - Hinrich Schwenker - Bernd Struck |

Trener: Werner Vick
- SSSR
- Švedska

| - Rolf Almqvist - Per-Ove Arkevall - Lennart Augustsson - Gösta Carlsson - Hans Collin - Björn Danell | - Leif Gustafsson - Kjell Jarlenius - Bengt Johansson - Kjell Jönsson - Gunnar Kämpendahl | - Lennart Kärrström - Donald Lindblom - Bengt Nedvall - Stig-Lennart Olsson - Lennart Ring |

Trener: Curt Wadmark

## Prva faza natjecanja

### Grupa A
- SR Njemačka - SFR Jugoslavija 14:14
- DR Njemačka - SAD 20:9
- SFR Jugoslavija - SAD 22:3
- SR Njemačka - DR Njemačka 12:10
- DR Njemačka - SFR Jugoslavija 14:14
- SR Njemačka - SAD 24:13

1. SR Njemačka 5
2. SFR Jugoslavija 4
3. DR Njemačka 3
4. SAD 0

### Grupa B
- Švedska - Mađarska 15:8
- Island - Egipat 16:8
- Mađarska - Egipat 16:9
- Island - Švedska 12:10
- Mađarska - Island 21:12
- Švedska - Egipat 26:11

1. Švedska 4
2. Mađarska 4
3. Island 4
4. Egipat 0

### Grupa C
- Čehoslovačka - Francuska 23:14
- Danska - Švicarska 16:13
- Švicarska - Francuska 15:14
- Čehoslovačka - Danska 14:11
- Danska - Francuska 26:13
- Čehoslovačka - Švicarska 26:10

1. Čehoslovačka 6
2. Danska 4
3. Švicarska 2
4. Francuska 0

### Grupa D
- Rumunjska - Sovjetski Savez 16:14
- Japan - Norveška 18:14
- Sovjetski Savez - Japan 40:10
- Rumunjska - Norveška 18:10
- Norveška - Sovjetski Savez 13:11
- Rumunjska - Japan 36:12

1. Rumunjska 6
2. Sovjetski Savez 2
3. Norveška 2
4. Japan 2

## Druga faza natjecanja

### Grupa 1
- Mađarska - SR Njemačka 19:15
- Švedska - SFR Jugoslavija 23:18
- SFR Jugoslavija - Mađarska 16:15
- SR Njemačka - Švedska 16:8

1. Švedska 4
2. SR Njemačka 3
3. SFR Jugoslavija 3
4. Mađarska 2

### Grupa 2
- Čehoslovačka - Sovjetski Savez 18:15
- Rumunjska - Danska 25:15
- Sovjetski Savez - Danska 17:14
- Rumunjska - Čehoslovačka 16:15

1. Rumunjska 6
2. Čehoslovačka 4
3. Sovjetski Savez 2
4. Danska 0

## Finalne utakmice
- Za 7. mjesto
  - Danska - Mađarska 23:14
- Za 5. mjesto
  - Sovjetski Savez - SFR Jugoslavija 27:18
- Za 3. mjesto
  - Čehoslovačka - SR Njemačka 22:15
- Finale
  - Rumunjska - Švedska 25:22

## Konačni poredak
1. Rumunjska
2. Švedska
3. Čehoslovačka
4. SR Njemačka
5. Sovjetski Savez
6. SFR Jugoslavija
7. Danska
8. Mađarska

## Najbolji strijelci
- Josip Milković, 32 pogotka
- Andreas Fenyő, 32 pogotka
- Hans Moser, 32 pogotka

## Vanjske poveznice
- Statistika IHF-a  Arhivirana inačica izvorne stranice od 15. kolovoza 2012. (Wayback Machine)